# Regenye, Baranya
Regenye este un sat în districtul Pécs, județul Baranya, Ungaria, având o populație de 153 de locuitori (2011). 

## Demografie
Componența etnică a satului Regenye
     Maghiari (77,9%)
     Romi (22,1%)
Componența confesională a satului Regenye
     Romano-catolici (67,97%)
     Fără religie (13,07%)
     Reformați (2,61%)
     Necunoscută (16,34%)
Conform recensământului din 2011, satul Regenye avea 153 de locuitori. Din punct de vedere etnic, majoritatea locuitorilor (77,9%) erau maghiari, cu o minoritate de romi (22,1%).  Din punct de vedere confesional, majoritatea locuitorilor (67,97%) erau romano-catolici, existând și minorități de persoane fără religie (13,07%) și reformați (2,61%). Pentru 16,34% din locuitori nu este cunoscută apartenența confesională.